# Гай Кассий Лонгин (консул 73 года до н. э.)
Гай Ка́ссий Лонги́н (лат. Gaius Cassius Longinus; умер после 66 года до н. э.) — древнеримский военачальник и политический деятель из плебейского рода Кассиев, консул 73 года до н. э. В 72 году до н. э. потерпел поражение от Спартака в битве при Мутине.

## Происхождение
Гай Кассий принадлежал к относительно незнатной плебейской семье, представители которой, довольно нерегулярно носившие когномен Лонгин (Longinus), вошли в состав римского нобилитета во II веке до н. э. Благодаря Капитолийским фастам известно, что его отец носил преномен Луций; предположительно это был Луций Кассий Лонгин, консул 107 года до н. э., погибший во время своего консулата в сражении с гельветами.

## Биография
Гай Кассий начал свою карьеру с должности монетария приблизительно в 83 году до н. э. Не позже 76 года до н. э., учитывая дату его консулата и требования Корнелиева закона, установившего минимальные временные промежутки между высшими магистратурами, Лонгин должен был пройти претуру. Наконец, в 73 году до н. э. он достиг вершины своей карьеры — консульской должности. Его коллегой был ещё один плебей, Марк Теренций Варрон Лукулл.
Совместно магистраты приняли очередной закон о государственных закупках хлеба и его продаже малоимущим гражданам по заниженной цене (Lex Terentia et Cassia), а в конце года разделили провинции: Лукуллу досталась Македония, Лонгину — Цизальпийская Галлия. Там Гай Кассий столкнулся с серьёзной военной угрозой. Восстание гладиаторов и рабов во главе со Спартаком, начавшееся на юге Италии, приняло грандиозные масштабы, и летом 72 года до н. э. огромная армия повстанцев прорвалась в долину реки Пад по Эмилиевой дороге. У Мутины проконсул с двумя легионами преградил им путь, но потерпел поражение. По словам Плутарха, Гай Кассий «был разбит наголову, понёс огромные потери в людях и сам едва спасся бегством»; Орозий сообщает, будто проконсул в этом сражении погиб, но это явная ошибка. В результате Спартак установил полный контроль над провинцией, пополнил там свою армию, обучил новобранцев и двинулся обратно, в Италию.
В 70 году до н. э. Лонгин участвовал как свидетель в судебном процессе Гая Верреса. В 66 году до н. э. он поддержал законопроект Гая Манилия, согласно которому Гней Помпей Великий должен был получить командование в Третьей Митридатовой войне. Возможно, последнее упоминание о нём относится к 43 году до н. э.: Аппиан пишет о консуляре Варе, включённом в проскрипционный список и убитом в Минтурнах, и некоторые исследователи полагают, что имеется в виду именно Гай Кассий.

## Семья
Сыновьями Гая Кассия могли быть Гай, один из убийц Гая Юлия Цезаря, и Квинт, народный трибун 49 года до н. э.